# Sumparna
Sumparna är ett par sjöar på gränsen mellan Ore socken i Rättviks kommun och Orsa socken och Orsa kommun, i område rikt på småsjöar, beläget omkring tre kilometer norr om Skattungen:
- Sumparna (Ore socken, Dalarna), sjö i Rättviks kommun, 61°16′41″N 15°02′26″Ö / 61.278°N 15.0405°Ö
- Sumparna (Orsa socken, Dalarna), sjö i Orsa kommun och Rättviks kommun, 61°16′58″N 15°02′23″Ö / 61.2827°N 15.0396°Ö (6,38 ha)